# Ryokunohara Meikyū
Ryokunohara Meikyū (緑野原迷宮, Ryokunohara Labyrinth) est un manga de Kana Oshino paru dans le magazine Hana to yume puis réédité dans le recueil Hiroki - Harusaki Meiro (弘樹一春咲迷路) sorti en 1986, et adapté ensuite en une OAV de 40 minutes par Narumi Kakinouchi en 1990.

## Synopsis
Kanata et Hiroki sont deux amis très proches qui ont toujours vécu ensemble. Mais par une sombre nuit ténébreuse, Hiroki, en voulant sauver une petite fille qui s'était élancée par mégarde sur la route, trouve la mort. Au moment où son âme sort de son corps, celle-ci se fait enlever par un esprit maléfique, Fhalhei, une jeune fille qui a erré dans les ténèbres après avoir perdu la vie alors qu'elle n'avait que 14 ans, et qui compte bien le garder pour elle seule. Plus étrange encore, un autre esprit s'est immiscé dans le corps de Hiroki, et Kanata ne semble pas se rendre compte que son ancien ami a disparu...